# Gelotia
Gelotia Thorell, 1890 è un genere di ragni appartenente alla famiglia Salticidae.

## Caratteristiche
Ha molte peculiarità in comune con i generi Cocalus C. L. Koch, 1846 e Mintonia Wanless, 1984.

## Distribuzione
Le 7 specie oggi note di questo genere sono state rinvenute in alcune località dell'Asia orientale, dell'Indonesia, della Cina e dello Sri Lanka.

## Tassonomia
Considerato un sinonimo anteriore di Policha Thorell, 1892, a seguito di un lavoro di Prószynski del 1969; e di Codeta Simon, 1900, dopo un lavoro di Wanless del 1984.
A giugno 2011, si compone di sette specie:
- Gelotia argenteolimbata (Simon, 1900) — Singapore
- Gelotia bimaculata Thorell, 1890 — Sumatra, Borneo
- Gelotia frenata Thorell, 1890[2] — Sumatra
- Gelotia lanka Wijesinghe, 1991 — Sri Lanka
- Gelotia robusta Wanless, 1984 — Nuova Britannia
- Gelotia salax (Thorell, 1877) — Celebes
- Gelotia syringopalpis Wanless, 1984 — Cina, Malesia, Borneo